# Perusia citrinata
Perusia citrinata là một loài bướm đêm trong họ Geometridae.